# پردنی زبوروویتسه
پردنی زبوروویتسه (به چکی: Přední Zborovice) یک منطقهٔ مسکونی در جمهوری چک است که در ناحیه ستراکونیتسه واقع شده‌است. پردنی زبوروویتسه ۲٫۹۳ کیلومتر مربع مساحت و ۶۸ نفر جمعیت دارد و ۴۱۳ متر بالاتر از سطح دریا واقع شده‌است.